# Die Rückkehr des verlorenen Sohnes (Erzählung)
Die Rückkehr des verlorenen Sohnes (französisch Le Retour de l'enfant prodigue) ist eine Erzählung von André Gide, die 1907 erschien.
Der verlorene Sohn, in der Fremde an seiner Schwäche gescheitert, erblickt – als reuiger Sünder heimgekehrt – unverhofft doch noch einen Weg in die Freiheit, auf dem es weitergehen könnte.

## Inhalt
Der verlorene Sohn, zerlumpt, halb verhungert, kehrt zaudernd heim, wird vom Vater köstlich bewirtet und mit einem kostbaren Ring beschenkt.
Der Verweis des Vaters. Gegangen war der Sohn einstmals, weil er sich in dem Vaterhaus eingeschlossen fühlte. Der Vater, der das Haus doch für die Söhne erbaut hatte, kann seinen Sohn nicht verstehen.
Der Verweis des älteren Bruders. Der ältere Bruder macht dem Zurückgekehrten ernsthaftere Vorhaltungen als der zur Milde geneigte Vater. Was würde werden, wenn er, der ältere Bruder, auch das Haus verließe? Geplündert werden würde es! Der Ausreißer entgegnet, er habe seinerzeit andere Güter im Sinn gehabt als Grundbesitz.
Die Mutter, die jeden Tag auf die Rückkehr des verlorenen Sohnes gehofft und dafür gebetet hatte, möchte – wie der Vater – wissen, was der Sohn draußen gesucht hat. Die Antwort lautet: „Ich suchte … wer ich war.“ Die Mutter sorgt sich um ihren jüngeren Sohn. Der könnte in die Fußstapfen des Zurückgekehrten treten. So bittet die Mutter den zurückgekehrten Sohn um Hilfe.
Das Zwiegespräch mit dem jüngeren Bruder. Der Junge empfängt in seiner Kammer den Heimgekehrten trotzig, weil der Vater den Flüchtling bei seiner Rückkehr auch noch mit Ruhm bedeckt, ihm einen Ring geschenkt, hat. Der Rückkehrer, eingedenk der Bitte der besorgten Mutter, stellt seine Flucht als Sünde hin. Von dem Jungen nach dem Warum seiner Rückkehr befragt, muss er zugeben, draußen wäre er nicht frei geworden. In seiner Schwäche habe er in der Fremde dann Anschluss gesucht, jedoch nicht gefunden.
Da gesteht ihm der Junge, dass er am kommenden Morgen gehen wolle. Der Rückkehrer bestärkt den jüngeren Bruder in seiner Absicht und gibt ihm mit auf den Weg: „Vergiß uns, vergiß mich.“

## Selbstzeugnis
Tagebuch vom 16. März 1907: „Vor einigen Tagen L'Enfant prodigue beendet. Als mir die Komposition der Dichtung plötzlich in Berlin aufgegangen war, habe ich mich sogleich ans Werk gemacht … So daß ich also … kaum vierzehn Tage gebraucht habe, …“

## Rezeption
Klaus Mann charakterisiert die Geschichte als „… anmutig spielerisch und ergreifend ernst, klar bei allem Beziehungsreichtum.“ Renée Lang geht auf den fünfteiligen Bau der Erzählung ein. In jedem Teil „dieser reinen, gedrängten fünfstimmigen Fuge“ kommt ein Familienmitglied zu Wort. „Das Gewicht jeder Stimme“ scheine „das der anderen in der Schwebe zu erhalten.“ Der verlorene Sohn könne „sich weder wirklich zur Flucht noch wirklich zum Bleiben entschließen.“ Auch Claude Martin geht auf die Schwäche des zurückgekehrten und die Stärke des jüngeren, im Aufbruch begriffenen Sohnes ein. Raimund Theis bemerkt in seinem Nachwort in der Quelle, das kleine Werk sei eine formal geschlossene, vollendete Dichtung. Die Schrift sei wohl dank Gides Einfühlungsvermögen in Jugendliche „zu einem Bekenntnisbuch der Jugendbewegung“ geworden. Insbesondere die letzten beiden Teile (Mutter, jüngerer Bruder) seien in dieser Hinsicht künstlerisch gelungen.

## Deutsche Ausgaben
Quelle
Raimund Theis (Hrsg.), Peter Schnyder (Hrsg.): André Gide: Die Rückkehr des verlorenen Sohnes. Aus dem Französischen übertragen von Rainer Maria Rilke. S. 483–506. Grundlage der Übersetzung war eine Ausgabe aus dem Jahr 1912. Mit einem Nachwort von Raimund Theis: „Zu Die Rückkehr des verlorenen Sohnes“. S. 575–580. Gesammelte Werke in zwölf Bänden. Band VII/1, Deutsche Verlags-Anstalt Stuttgart 1991. 587 Seiten, ISBN 3-421-06467-9
Deutschsprachige Erstausgabe
André Gide: Die Rückkehr des verlorenen Sohnes. Übertragen von Rainer Maria Rilke. Insel Verlag Leipzig 1914. Insel-Bücherei Nr. 143. 37 Seiten. Original Pappband
Weitere Übersetzungen
André Gide: Die Heimkehr des verlorenen Sohnes. Neue Übertragung von Ferdinand Hardekopf. Deutsche Verlags-Anstalt, Stuttgart 1951. 49 Seiten. Fester Pappband
Sekundärliteratur
- Renée Lang: André Gide und der deutsche Geist (frz.: André Gide et la Pensée Allemande). Übersetzung: Friedrich Hagen. Deutsche Verlags-Anstalt Stuttgart 1953. 266 Seiten
- Claude Martin: André Gide. Aus dem Französischen übertragen von Ingeborg Esterer. Rowohlt 1963 (Aufl. Juli 1987). 176 Seiten, ISBN 3-499-50089-2
- Hans Hinterhäuser (Hrsg.), Peter Schnyder (Hrsg.), Raimund Theis (Hrsg.): André Gide: Tagebuch 1903 - 1922. Aus dem Französischen übertragen von Maria Schäfer-Rümelin. Gesammelte Werke in zwölf Bänden. Band II/2. Deutsche Verlags-Anstalt Stuttgart 1990. 813 Seiten, ISBN 3-421-06462-8